# Gare de Moknine
La gare de Moknine est une gare ferroviaire de la ligne de chemin de fer à voie métrique dénommée Métro du Sahel. Elle est située à Moknine en Tunisie.

## Situation sur le réseau
La gare de Moknine est la deuxième station de la ville après la station Moknine-Gribaa et la 21e station  sur la ligne du Métro du Sahel.

## Histoire
La gare est mise en service en 1983 à l'occasion de l'ouverture de la ligne ferroviaire reliant Sousse-Bab Jedid à Monastir.
En 1987, une deuxième voie est mise en place pour la ligne reliant Monastir à Moknine.
En 2021, la gare de Moknine dispose d'une rame de métro supplémentaire vers Monastir et Sousse.

## Services des voyageurs

### Accueil

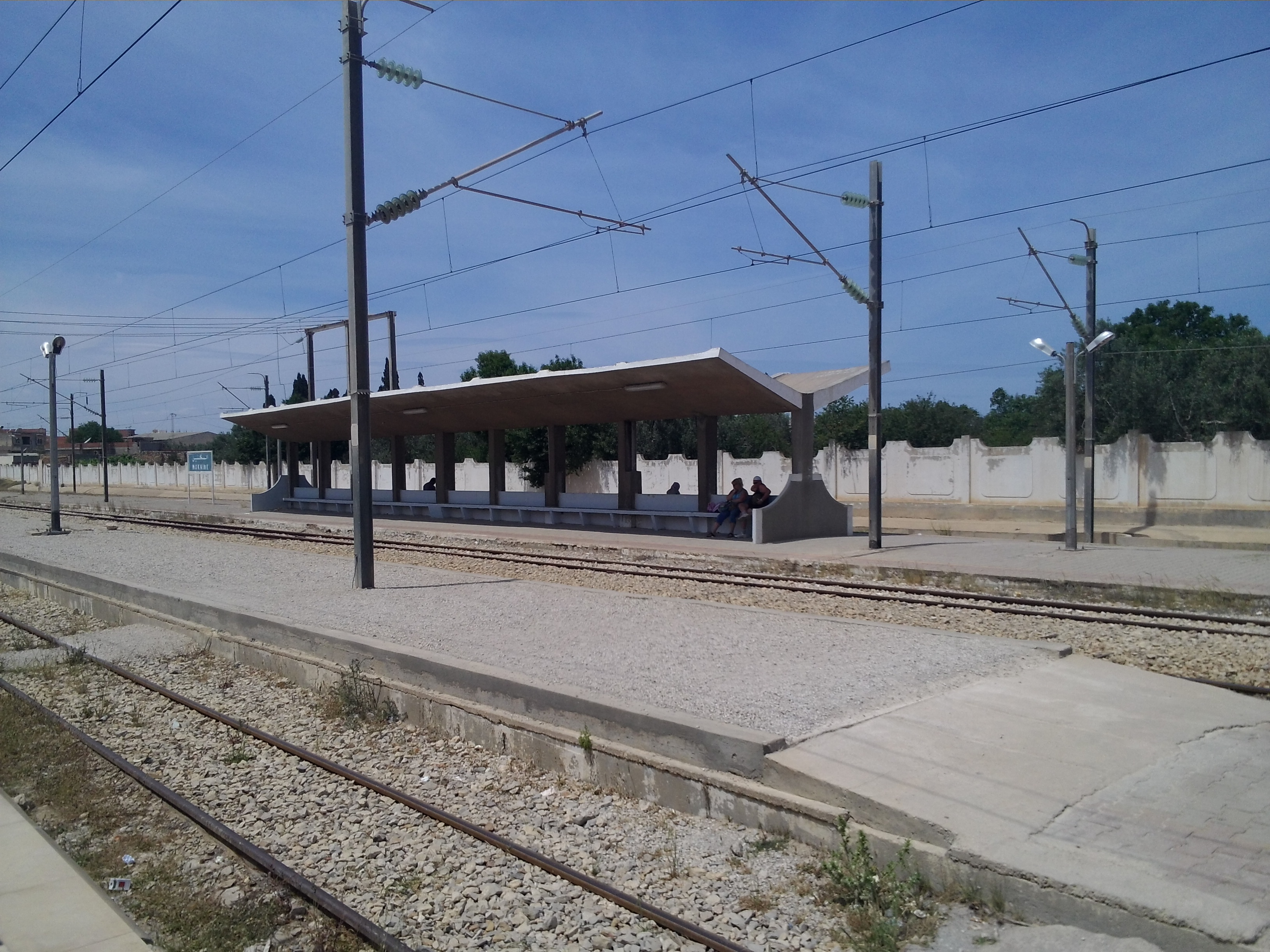
Quai de la gare.
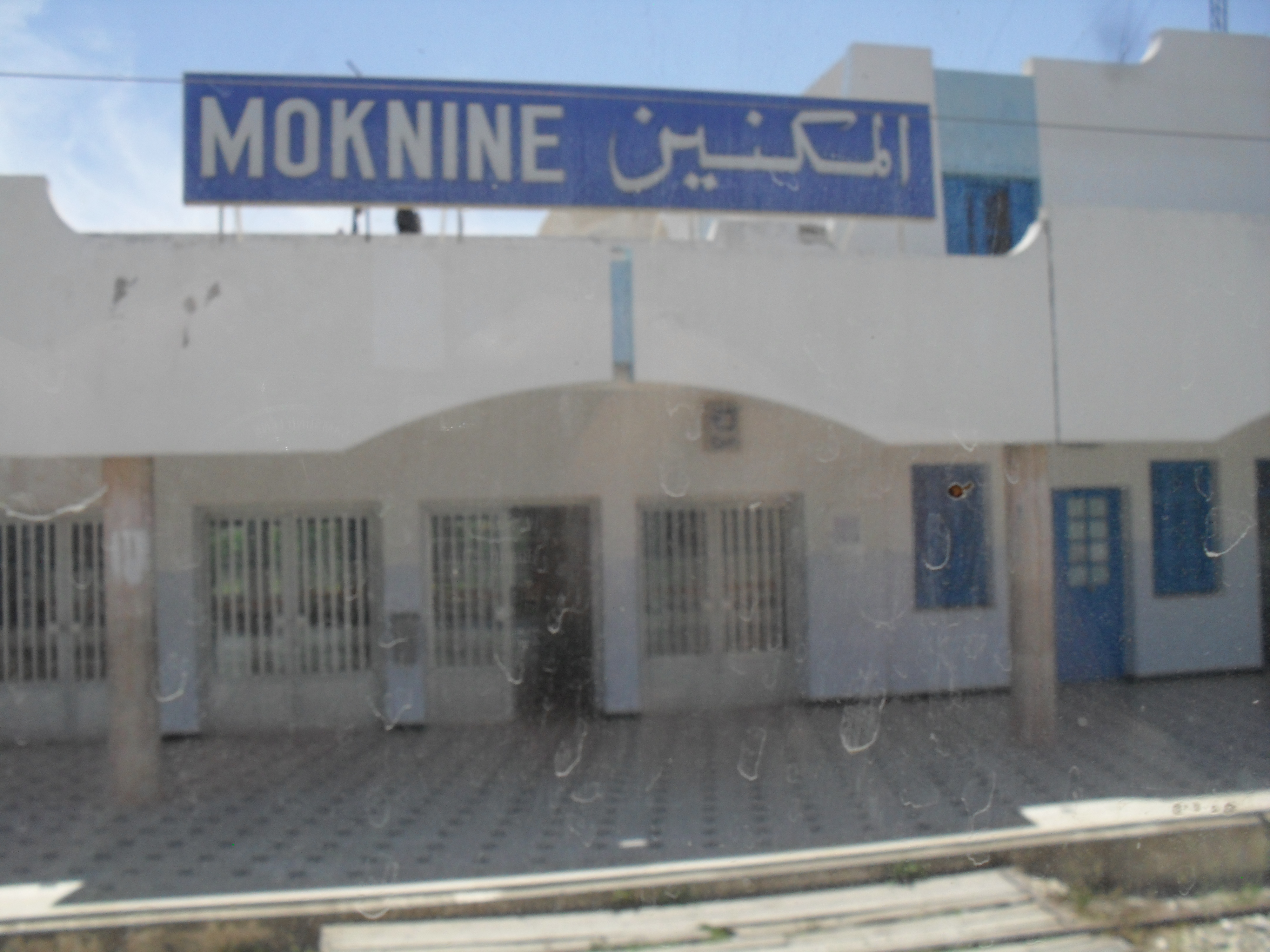
Vue de la gare à l'intérieur du métro.

### Desserte
La prochaine station sur la ligne est Téboulba-Zone Indistruelle. 